# Val Lehman
Valerie Kathleen Willis znana także jako Val Lehman (ur. 15 marca 1943 w Perth) – australijska aktorka filmowa, teatralna i telewizyjna.

## Wybrana Filmografia
- 1964: Homicide jako Pielęgniarka
- 1979: Więźniarki jako Bea Smith
- 1996: Wilderness jako Weterynarz
- 2002: Tajemnica druhny jako Colleen
- 2009: Charlie i Boots
- 2014: Secrets & Lies jako Patricia
- 2017: Sąsiedzi jako Joanne Schwarz
- 2018: Holt jako Stara Vyner Gillespie

## Źródła
- Val Lehman w bazie Filmweb
- Val Lehman w bazie IMDb (ang.)